# IPhone 14 Pro
iPhone 14 Pro / iPhone 14 Pro Max（アイフォーン フォーティーン プロ / アイフォーン フォーティーン プロ マックス）は、Appleが設計・販売していたスマートフォンで、iPhone 13 ProとiPhone 13 Pro Maxに続く、第16世代のiPhoneのハイエンドモデルである。

## 概要
2022年9月8日午前2時（日本時間）に開催されたApple Special Eventで発表された。
予約注文は2022年9月9日21時（日本時間）から開始、Apple Storeをはじめとして、通信事業者大手のNTTドコモ、au（KDDI・沖縄セルラー電話連合）、ソフトバンク、楽天モバイルのMNO 4社から、iPhone 14 Proと14 Pro MaxはiPhone 14と同時に2022年9月16日（日本時間）に発売開始された。
価格は、iPhone 14 Pro（128GBモデル）で149,800円（税込）〔Apple Store価格〕から。
2023年9月13日にiPhone 15 Pro、iPhone 15 Pro Maxの発表に伴い、Apple Storeでの販売を終了した。

## デザイン

### カラーバリエーション
カラーはスペースブラック、シルバー、ゴールド、ディープパープルの4色が展開されている。
| カラー | カラーネーム     |
| ------ | ---------------- |
|        | スペースブラック |
|        | シルバー         |
|        | ゴールド         |
|        | ディープパープル |

### Dynamic Island
TrueDepthカメラが約30%小型化されたことで、ノッチが廃止され、新たにA16 Bionicに搭載されたDisplay EngineによるDynamic Island（ダイナミック・アイランド）（パンチホール）が採用された。Dynamic Islandでは周囲に通知、アラート、アクティビティを表示することにより、画面をより有効に使用できるようになっている。

## 仕様

### iPhone 14シリーズからの新機能
iPhone 14シリーズからの新機能として、「衝突事故検出」機能や、従来の「緊急SOS」に加え「衛星経由による緊急SOS」が追加された。
「衝突事故検出」機能は、
- 「速度の急激な変化」（高重力加速度センサーで最大256Gの急加速/急減速を検知）
- 「方向の急激な変化」（ハイダイナミックレンジジャイロスコープで車の突然の向き変化を検知）
- 「衝突実験データ」（前面/後面/側面衝突、横転の衝突実験を通じて開発したモーションアルゴリズムで、事故を認識）
- 「車内の気圧変化」（エアバッグ作動時に生じる車内の気圧変化を気圧計で検知）
- 「衝突時の大きな音」（衝突時の極端に大きな音をマイクで聞き取り、識別）
- 「過去の事故データ」（衝突事故検出の精度を最大限に高めるために、一般公開データを活用）

の6点から、動きや音などのあらゆる方法で衝突を認識し、ユーザの応答がなければ自動的に救助要請を行う機能である。
「衛星通信による緊急SOS」機能は、携帯電話通信やWi-Fiの電波が届かないために緊急通報サービスに接続できない場合に、ユーザーが衛星接続を利用して助けを得られる機能であり、日本においては2024年7月30日から利用可能になった。
L1周波数に加えL5周波数によるデュアルバンドGNSS（GPS、GLONASS、Galileo、QZSS、BeiDou）に対応している。

### 筐体
前面にはCeramic Shield（セラミックシールド）の高強度ガラスを、背面にはテクスチャードマットガラス高強度ガラスを採用し、側面はステンレススチール製である。
重量はiPhone 14 Proが206g、iPhone 14 Pro Maxが240g、寸法はiPhone 14 Proが147.5×71.5×7.85mm、iPhone 14 Pro Maxが160.7×77.6×7.85mm（縦×横×厚さ）である。

### ディスプレイ
ディスプレイにはiPhone 14 Pro/14 Pro Max共通でHaptic Touch（触覚タッチ）に対応したOLED（有機EL）で、
高輝度のSuper Retina XDRディスプレイ（最大輝度1,000ニト（標準）、ピーク輝度1,600ニト（HDR）、ピーク輝度2,000ニト（屋外））を採用している。
また、iPhone 14 Proシリーズのディスプレイは、最大120Hz駆動が可能なほか、ロック画面の常時表示1Hz駆動にも対応している可変リフレッシュレートのものである。サイズは、iPhone 14 Proが6.1インチ、iPhone 14 Pro Maxが6.7インチになっている。iPhone 14 Pro Maxは画面サイズが同等のiPhone 13 Pro Maxに比べ筐体が縦に0.5mm, 横に0.1mm細くなり、ベゼルがわずかに細くなっている。

### カメラ
背面には4800万画素のメインカメラ（24mm相当、ƒ/1.78絞り値、第2世代センサーシフト光学式手ぶれ補正、7枚構成のレンズ、100% Focus Pixels）、1200万画素の超広角カメラ（13mm相当、ƒ/2.2絞り値と120°視野角、6枚構成のレンズ、100% Focus Pixels）、1200万画素の望遠カメラ（77mm相当、ƒ/2.8絞り値、光学式手ぶれ補正、6枚構成のレンズ）のトリプルカメラを搭載し、最大4K・60fpsまでのドルビービジョン対応HDRビデオ撮影ができる他、シネマティックモードでの最大4K HDR、30fpsもしくは24fps撮影も可能である。また、最大6300万画素のパノラマ撮影、バーストモードでの撮影にも対応している。
前面には、Focus Pixelsを使ったオートフォーカス対応の1200万画素のTrueDepthカメラ（ƒ/1.9絞り値、6枚構成のレンズ）が搭載されている。背面カメラ同様に、最大4K・60fpsまでのドルビービジョン対応HDRビデオ撮影ができる他、シネマティックモードでの最大4K HDR、30fpsもしくは24fps撮影も可能である。
メインカメラに関しては、先行機のiPhone 13 Pro/Pro Maxの1200万画素から4倍になっているが、4800万画素の写真は、Apple ProRAWでの撮影時のみ利用できる。標準のHEIFもしくはJPEGでは、4画素を1つとして使うピクセルビニングにより1200万画素のカメラとして動作する。
カメラの画角に応じて照射範囲を調整するアダプティブTrue Toneフラッシュが新たに搭載された。

### 急速充電
iPhone 14 Pro/Pro Maxには急速充電に対応するApple USB-C - Lightningケーブルが添付されている。20Wで急速充電を行うと30分で50%まで充電できる。iPhone 14 Pro Maxでは、30Wを超えるUSB-C電源アダプタを使用すると27Wが最大出力になる。MacのUSB-Cポートでは最大15Wでの急速充電が出来る他、MacのUSB-AポートでもUSB-PDより遅い10Wで急速充電ができる。
無線充電には、Qiで7.5W給電に対応する他、MagSafeおよびQi2（iOS 17.2以降）による最大15W給電にも対応している。

### ハードウェア
128GB、256GB、512GB、1TBの4種類の内部ストレージ容量の構成。

### SoC
SoCはA16 Bionicを搭載。

### 無線通信
iPhone 13シリーズ同様に、リーダーモード対応NFCとFeliCa、及び予備電力機能付きエクスプレスカードに対応している。
Wi-Fi6と、Bluetooth 5.3に対応している。

### 5G対応と通信速度
4x4 MIMOを使用した5G Sub-6に対応しており、高速通信が可能になっている。
今回、米国モデルのiPhoneではiPhone 13シリーズから搭載されていた5G（ミリ波）による通信への対応が期待されていたが、日本向けiPhone 14シリーズでは見送りとなった。また、iOS 16.4以降で5G SAに対応している。
au Starlink Direct対応。

#### 5G NR
ドコモでは受信最大4.2Gbps/送信最大218Mbpsと発表されている。KDDIでは受信最大4.2〜3.7Gbps/送信最大218Mbpsと発表されている。ソフトバンクでは受信最大2.6Gbps/送信最大159Mbpsに留まる。いずれもiPhone 13 Pro/13 Pro Maxと変わっていないが、新型モデムSnapdragon X65採用により実効速度が上がったことが判明している。
5G NRの対応周波数： n1 (2100MHz)・n2 (1900MHz)・n3 (1800MHz)・n5 (850MHz)・n7 (2600MHz)・n8 (900MHz)・n12 (700MHz) ・n20 (800DD)・n25 (1900MHz)・n28 (700APT)・n29 (700Lower SMH)・n30 (2300WCS)・n38 (TD2600)・n40 (TD2300)・n41 (TD2500)・n48(TDD3500)・n53(TDD2400)・n66 (AWS-3)・n70(FDD2000)・n71 (600 MHz)・n77 (TD3700)・n78 (TD3500)・n79 (TD4700)。
※太字は新たに加わったバンド。
※斜体は、日本国内で対応するsub-6GHz帯。
Appleと米Globalstarとの提携によって衛星通信n53(2.4GHz帯)の電波による緊急SOSに対応、アメリカとカナダでは一部を除いて2022年11月から利用（通信料は購入から2年間は無料）できる。

#### 4G
ドコモでは受信最大1.7Gbps/送信最大131.3Mbpsと発表されている。ソフトバンクでは受信最大838Mbps/送信最大46Mbpsに留まる。
- FDD-LTE：バンド1、2、3、4、5、7、8、11、12、13、14、17、18、19、20、21、25、26、28、29、30、32、66、71
- TD-LTE：バンド34、38、39、40、41、42、46、48、53

### その他
IEC規格60529の防沫・耐水・防塵性ではIP68の評価を受けており、水深6メートルで最大30分間利用できる。
これまでのものに加え、背面にも環境光センサーが加えられている。
Apple ProResやドルビービジョンHDRでの動画記録に対応している。
SIMスロットは米国モデルではなくなったが、日本向けモデルではnano-SIMスロットが1つある。物理SIMとeSIMを併用したデュアルSIMデュアルスタンバイ（DSDS）、デュアルeSIMにも対応している。

## 同梱物
- iOS 16を搭載したiPhone
- USB-C - Lightningケーブル
- マニュアル